# Les Belles-de-nuit ou les Anges de la famille
Pour les articles homonymes, voir Les Belles de nuit.
Les Belles-de-nuit ou les Anges de la famille est un roman de Paul Féval, paru en feuilleton dans le journal L’Assemblée nationale du 21 septembre 1849 au 27 avril 1850. L’histoire se déroule de novembre 1817 à novembre 1820, en Bretagne et à Paris. Le livre est divisé en cinq parties de longueur inégale : la première partie, intitulée Le Déris, compte neuf chapitres ; la deuxième, Le Manoir, est longue de dix-huit chapitres ; La troisième, Le Voyage, et la cinquième partie, Penhoël, ne comptent que trois chapitres chacune ; la quatrième — et la plus longue —, Paris, comporte vingt-six chapitres.

## Résumé

### Première partie,Le Déris
En novembre 1817, à Redon, en Bretagne, trois mystérieux personnages, deux hommes et une femme, s’arrêtent à l’auberge du Mouton Couronné, tenu par le père Géraud: il s’agit de Robert, dit l’Américain, son complice Blaise, surnommé l’Endormeur, et la jeune Lola, belle mais « sans âme ». Les deux hommes sont à bout de ressources et Robert, qui vient de découvrir l’existence de la famille le Tixier, dont l’aîné est le  vicomte René de Penhoël, décide de s’emparer par la ruse de ses terres. Il parvient à extorquer au père Géraud l’histoire de la famille de Penhoël et se fait passer pour un ami de Louis, l’aîné de la famille, qui a quitté la Bretagne quinze ans plus tôt, à la suite d'un chagrin d’amour : lui et son frère René était tous deux épris d’une jeune fille, Marthe, qui a finalement épousé René, alors que tout laissait penser qu’elle aimait Louis. La jeune femme est néanmoins d’un caractère mélancolique qui laisse penser qu’elle n’a jamais cessé d’aimer Louis…
Sachant cela, Robert et Blaise font une entrée pour le moins mouvementée au manoir de Penhoël, malgré les avertissements du passeur Benoît Haligan, qui a deviné la vérité, et se présentent au maître de maison comme des amis de Louis, non sans avoir glissé quelques paroles pleine de sous-entendus à Marthe. Les deux truands sont aussitôt accueillis à Penhoël avec tous les honneurs…

### Deuxième partie,Le Manoir
Près de trois ans après les évènements racontés dans la première partie, l’Érèbe, premier bateau à vapeur, a quitté Londres pour Bordeaux. À son bord se trouve Montalt, mystérieux aventurier anglais détestant la Bretagne et les Bretons. Celui-ci porte néanmoins secours à un matelot qui a tenté de se jeter à la mer. Ce jeune homme n’est autre que Vincent de Penhoël, jeune cousin de René, qui a quitté le manoir cinq mois auparavant. Il a en effet violé sa cousine Blanche, dont il est éperdument amoureux, un soir qu’il souffrait de la fièvre et de l’ivresse. En entendant ce récit, Montalt entre dans une violente colère, accusant Vincent de lui jeter à la tête son propre crime…
Entretemps, à Penhoël, René, fasciné par Lola, a perdu  au jeu tout ce qui restait de la fortune familiale. Robert, ses complices, le marquis de Pontalès et son fils Alain sont presque maîtres du domaine. Au beau milieu d’une fête, Marthe comprend que sa fille Blanche est enceinte et soupçonne Robert d’être le père de l’enfant à naître. Le désespoir de la jeune femme est d’autant plus grand qu’elle croit que Blanche a subi le même sort qu’elle.
De leur côté, Diane et Cyprienne de Penhoël, qui ont découvert les manigances de Robert, décide de dérober les papiers permettant au truand de se rendre maître de Penhoël. Découvertes, les jeunes filles sont noyées par Bibandier, un complice de Robert. De son côté, ce dernier enlève Blanche et fait chasser Roger de Launoy, le fils adoptif de René, et le peintre Étienne Moreau. Les jeunes gens sont bientôt suivis dans l’exil par les autres membres de la famille. Le marquis de Pontalès, désormais maître de Penhoël, chasse à leur tour Robert et Blaise.

### Troisième partie,Le Voyage
À Rennes, une diligence s’apprête à partir, emmenant Montalt à Paris. Étienne Moreau, qui a quitté Redon, arrive au moment même où le fiacre s’ébranle. Ayant réussi à monter dans la diligence, il fait la connaissance de l’Anglais et lui raconte son histoire, en taisant néanmoins le nom de Penhoël. Malgré le sentiment de respect qu’il éprouve pour Montalt, le jeune homme est révolté par son immoralité. De son côté, Montalt s’intéresse à deux jeunes filles qui ont pris une autre diligence et suivent la même route que lui. Étrangement, elles baissent les stores de la diligence chaque fois qu’Étienne tourne la tête vers elles. À leur arrivée à Laval, Étienne et Montalt s’arrêtent pour la nuit dans une hôtellerie où le jeune homme retrouve Roger, dont il ignorait le départ.
Lorsque la diligence arrive à Paris, Montalt propose aux jeunes gens de s’installer dans son hôtel, l’un en tant que peintre, l’autre comme secrétaire. À peu près au même moment, l’une des mystérieuses passagères de la seconde diligence laisse tomber au sol deux messages signés BELLE-DE-NUIT, adressés à Étienne et Roger, leur donnant rendez-vous devant Notre-Dame. Les jeunes gens, fidèles à Diane et Cyprienne, qu’ils aiment, refusent de s’y rendre.

### Quatrième partie,Paris
Robert, Blaise, Lola et Bibandier sont montés à Paris sous de faux noms avec Blanche. Robert décide d’approcher le richissime Montalt dans l’espoir de lui gagner au jeu de quoi racheter le manoir de Penhoël.
De leur côté, Marthe, René, l’oncle Jean et le père Géraud, vivent dans un taudis de la capitale et Diane et Cyprienne, qui ont mystérieusement échappé à la noyade, survivent tant bien que mal en chantant dans les rues. En désespoir de cause et pour racheter le manoir de Penhoël, elles décident de se rendre chez Montalt, qui semble s’intéresser à elles.
À une fête donnée par Montalt, Robert fait la connaissance de l’aventurier et lui raconte, sans révéler le nom de Penhoël, la façon dont il a chassé René et sa famille. Montalt l’écoute apparemment avec indifférence, mais laisse éclater une poignante douleur en rentrant dans ses appartements. Entretemps, deux mystérieuses jeunes filles apparaissent à la fête, apprennent à Étienne et à Roger, eux aussi présents, l’assassinat de Diane et Cyprienne, et accusent Robert du crime en présence de Montalt.
De retour à son hôtel, Montalt apprend que les mystérieuses jeunes filles de la diligence, Diane et Cyprienne, ont demandé à le voir. Celles-ci lui racontent leur histoire en taisant leurs noms, se faisant appeler Louise et Berthe. Montalt, pris de pitié, décide de garder les deux jeunes filles auprès de lui. Au même moment, Étienne et Roger, trompés par Bibandier, croient que Montalt a séduit les jeunes filles.
De son côté, Vincent, qui a appris l’enlèvement de Blanche et l’exil de sa famille, a pu gagner Paris, mais est arrêté et emprisonné juste en face de la maison que Lola loue et où Blanche est retenue prisonnière. Celle-ci, enceinte, se morfond dans sa prison. Diane et Cyprienne, déguisées en hommes, s’introduisent dans la maison, enlèvent Blanche, qui ne les reconnaît pas, et l’emmènent chez Montalt.
Robert, qui tient à se débarrasser de Montalt, demande à Lola de persuader Alain de Pontalès de provoquer l’Anglais en duel. Puis il fait croire à Vincent, qui s’est évadé et a été témoin de l’enlèvement de Blanche, que Montalt est à l’origine du rapt. Le jeune homme provoque à son tour Montalt en duel. Puis ce sont Étienne et Roger qui viennent demander réparation à l’aventurier. Enfin Jean de Penhoël, lui aussi abusé par Robert, décide de provoquer Montalt en duel.
Cependant, René de Penhoël, dans un accès de folie, profite de ce que l’oncle Jean a quitté leur taudis pour tenter de se suicider avec Marthe. Ils sont sauvés par Diane et Cyprienne, qui reviennent à l’hôtel de Montalt, lequel pousse les jeunes filles à lui avouer leurs véritables noms avant de leur apprendre son histoire: plusieurs années auparavant, il a quitté la maison de son père car lui et son meilleur ami aimaient tous deux la même femme. Montalt a préféré renoncer à son amour mais n’a jamais oublié la jeune femme. Son récit achevé, il leur lègue une boite de sandal serties de diamants qui contient une mèche des cheveux de cette jeune fille et leur demande, s’il meurt, de brûler ce souvenir et de garder les diamants. Après son départ, Diane et Cyprienne assistent Blanche, qui met au monde un enfant.
Montalt, qui s’est rendu sur le lieu des duels, tue Alain de Pontalès mais épargne les quatre autres. Jean de Penhoël reconnait en lui son neveu Louis. En rentrant à l’hôtel, ils découvrent Robert et ses deux complices, qui tentaient de dérober la boite de sandal. Robert, accusé par Jean, Vincent et les jeunes filles, est toutefois épargné par Montalt, à qui il remet une lettre que Marthe lui avait écrite et que le truand devait lui donner. Jean révèle alors à son neveu que Diane et Cyprienne ne sont pas ses filles, mais celles que Marthe a eu de Louis. Tous décident de rentrer en Bretagne, pour récupérer les terres de Penhoël: en effet, il ne leur reste plus que trois jours pour les racheter, sans quoi elles seront la propriété du marquis de Pontalès.

### Cinquième partie,Penhoël
Robert, Blaise et Bibandier ont regagné le Mouton Couronné, à Redon, emmenant avec eux Marthe et René. Ils fixent à René un rendez-vous au bord du fleuve en lui faisant miroiter la possibilité de racheter son domaine puis se rendent à la loge du passeur, Benoît Haligan, qui agonise. Là, ils obligent le notaire Le Hivain à faire venir Pontalès, qu’ils somment de les aider s’il veut conserver ses terres, car Penhoël est sur le point de revenir. Pontalès accepte à contre cœur de partager ses domaines avec Robert, Blaise et Bibandier, puis de tuer René de Penhoël et, si nécessaire, Louis.
Lorsque tous cinq parviennent au lieu du rendez-vous fixé à René, celui-ci monte dans la barque, effrayé par un mystérieux inconnu qui l’a suivi depuis Redon. Ce dernier, qui n’est autre que Louis de Penhoël, parvient à arrêter la barque avant que Bibandier n’ait pu l’éloigner de la rive. Pontalès poignarde René, avant d’être abattu par Louis, qui tue ensuite Robert, Blaise et Le Hivain, cependant que Bibandier s’enfuit. Après la tuerie, Louis cherche à ramener son frère, qu’il croit vivant, mais celui-ci, dans un dernier mouvement d’agonie, se laisse glisser dans l’eau. La barque s’éloigne alors, portée par le courant, et sombre avec les quatre corps dans le gouffre de la Femme-Blanche, où Robert avait ordonné qu’on noie Diane et Cyprienne.
Entretemps, Jean de Penhoël a ramené Marthe au manoir. Celle-ci, presque mourante après tant de souffrances, s’éveille en entendant le chant des Belles-de-nuit et, apercevant ses filles et Louis, qui a regagné le manoir, adresse une prière à Dieu: « Mon Dieu! [... ] si c’est encore un rêve, faites que je ne m’éveille jamais! ».

## Les personnages
Les faux noms de certains personnages sont donnés [entre crochets].

### La famille de Penhoël
Diane et Cyprienne de Penhoël, [Louise et Berthe], [Édouard et Léon de Saint-Remy]. Diane et Cyprienne sont deux sœurs jumelles, nées quelques mois après le départ de Louis de Penhoël. Elles sont à la fois semblables et différentes: Toutes deux ont les mêmes cheveux et ressemblent à Louis de Penhoël, mais Diane est « plus grande que sa sœur, plus sérieuse et peut-être plus belle ». Elle a des yeux bruns, alors que Cyprienne les a bleus. Elle est aussi plus sérieuse, plus mature, plus intelligente et plus forte. Cyprienne la compare à un capitaine dont elle serait le soldat. Les deux sœurs s’adorent, mais Diane se comporte parfois comme une mère vis-à-vis de Cyprienne. Bien qu’elles soient présentées dès le début comme les filles de l’oncle Jean et que la vérité sur leur naissance ne soit expliquée qu’à la fin de la quatrième partie, le lecteur devine rapidement qu’elles sont en réalité les enfants naturelles de Marthe et Louis. Toutes deux sont dévouées à ceux qu’elles aiment et font preuve d’un grand courage en même temps que d’une certaine naïveté face aux dangers qui menacent leur famille.
Marthe de Penhoël. Orpheline élevée par le Commandant de Penhoël et sa femme, elle grandit aux côtés de Louis et René, qui s’éprennent tous deux d’elle. Amoureuse de Louis, elle est persuadée par les parents et le frère de celui-ci qu’il ne l’a jamais aimée et épouse René après son départ. Seul l’oncle Jean et son épouse la soutiennent et connaissent son secret: en effet, ils l’ont assistée, avec Benoît Haligan, quand elle a accouché de Diane et Cyprienne, et l’épouse de Jean de Penhoël a accepté d’élever les enfants comme les siens. À la naissance de sa fille Blanche, elle reporte tout son amour sur elle, cependant qu’elle se montre sévère, voire dure, avec Diane et Cyprienne. Sa tendresse pour Blanche ne faiblit qu’une seule fois, après la « mort » de ses filles aînées, où elle reproche à Blanche souffrante et endormie de leur avoir volé tout l’amour auquel elles avaient droit. La « mort » de Diane et Cyprienne et l’enlèvement de Blanche lui ôte toutes forces et dès lors, elle sombre dans une sorte d’apathie dont elle ne sera tirée que par le retour à Penhoël, où elle retrouvera ses trois filles, Louis et tous ceux qu’elle aime et désespérait de retrouver. Marthe de Penhoël joue un rôle surtout passif dans le roman.
Louis de Penhoël, [Lord Berry Montalt]. Le frère aîné de René de Penhoël quitte la Bretagne lorsque son frère lui apprend qu’il aime Marthe. Tiraillé entre son amour pour celle-ci et celui qu’il porte à son frère, il finit par sacrifier le premier. Il écrit à son frère un an après son départ, mais ne reçoit pas de réponse. Vers l’époque de la conception de Blanche, il revient à Penhoël, mais René refuse de le laisser entrer. Il repart donc cette fois pour de bon. Prenant le nom de Berry Montalt et se faisant passer pour un Anglais, il fait fortune, sans pour autant trouver le bonheur. Il s’attache par la suite à Étienne et Roger, ainsi qu’à Vincent, puis à Diane et Cyprienne, dont il ignore jusqu’au lien avec Penhoël. C’est lors du duel qu’il est reconnu par Jean de Penhoël. Sans rancune contre René, il tente jusqu’au bout de le sauver, mais n’épargne pas les Pontalès, ni Robert et ses complices.
Blanche de Penhoël. Fille unique de Marthe et René, elle ressemble à sa mère. Jolie, mais d’une beauté languissante, contrairement à ses demi-sœurs, elle est en outre d’une santé fragile et d’une grande naïveté. Son père la soupçonne d’être la fille de Louis, qui était revenue en Bretagne à l’époque de sa conception. Robert de Blois décide de l’épouser pour hériter de Penhoël. Elle ne joue pas de rôle actif à proprement parler dans le roman.
Roger de Launoy. Roger est le fils adoptif de Marthe et René, adopté alors que le couple désespérait d’avoir un héritier mâle. On sait dès sa première apparition qu’il a à peu près le même âge que Vincent, soit dix-huit ans au début de roman. Par la suite, on apprend qu’il a vécu vingt ans auprès de Penhoël, donc qu’il a été adopté immédiatement après le départ de Louis.
Malgré des dehors parfois inconstants et légers, il fait preuve d’un dévouement sans borne pour sa mère adoptive et d’un amour profond pour Cyprienne. Les escapades nocturnes de celle-ci le portent à croire qu’elle en aime un autre. Il devient le meilleur ami du peintre Étienne Moreau, qu’il considère comme un frère. On apprend aussi qu’il est fier, intelligent et qu’il a du cœur. Son affection pour René de Penhoël diminue au fur et à mesure que celui-ci, sous l’emprise de Robert, le traite avec de moins en moins d’égards. Lorsqu’il apprend qu’il est chassé de Penhoël, il décide de quitter la Bretagne et de rejoindre Étienne sans plus tarder.
René de Penhoël. C’est le frère cadet de Louis. Ils n’ont qu’un an d’écart. On apprend que depuis son enfance, il est le plus faible des deux sur le plan moral, et que Louis a appris à tout lui sacrifier. Aussi, quand il lui fait part de son amour pour Marthe, Louis décide de se sacrifier une fois de plus et quitte Penhoël. Follement épris de sa femme, mais la soupçonnant d’aimer Louis, il est d’une jalousie maladive, qui se manifeste encore après qu’il est devenu l’amant de Lola. Il n’hésite pas à recourir à la violence face à Marthe, qui n’est protégée que par l’oncle Jean. À la fin du roman, dans sa folie, il est tout prêt à faire tuer son frère et, au moment de mourir, quand Louis tente de le ramener sur la rive, préfère se laisser noyer plutôt que d’accepter sa main.
Jean de Penhoël. Frère cadet du Commandant de Penhoël, pauvre et vivant de la charité de la branche aînée, il n’a jamais oublié Louis, qu’il aime comme un fils. Il aime aussi tendrement la jeune Marthe, qu’il considère comme sa fille, et sa femme et lui décident d’adopter les enfants naturels des jeunes gens. Il élève les jeunes filles en leur recommandant d’aimer Dieu et Penhoël plus que tout au monde. C’est lui qui reconnaît, au bout de vingt ans, son neveu.
Vincent de Penhoël. C’est le fils unique de l’oncle Jean. Il tait son amour pour Blanche car cette dernière est une riche héritière alors que lui est pauvre. Il quitte Penhoël après avoir violé sa cousine. C’est là la principale différence entre Louis et lui: Louis quitte la Bretagne pour que son frère puisse épouser Marthe, mais non parce qu’il a eu avec elle une relation sexuelle, alors que Vincent s’exile par honte de son acte. Lorsqu’il apprend que Blanche a été enlevée par Robert, il se lance à la poursuite de ce dernier jusqu’à Paris, où il est emprisonné pour un crime commis bien plus tôt: il a en effet tué un officier en duel. Persuadé par Robert que Blanche a été enlevée par Montalt, il provoque celui-ci en duel.

### Autres
Robert Camel, dit l’Américain, [Robert de Blois, le Chevalier de las Matas]. Âgé de vingt-cinq ans au début du roman, on apprend qu’il côtoie le monde des truands depuis ses quinze ans. Impitoyable, doué d’un grand talent de comédien, il extorque sans en avoir l’air l’histoire des Penhoël au vieux Géraud, qui se repent tristement par la suite. Sans scrupule, il décide d’épouser Blanche, en qui il voit l’héritière de Penhoël. Il la fait donc enlever puis garder par Lola, à Paris. Croyant pouvoir racheter le manoir de Penhoël avec l'argent de Montalt, il décide d'en faire un complice, en vain.
Étienne Moreau. Âgé d'une vingtaine d'années en 1820, Étienne Moreau est un jeune peintre parisien, appelé en Bretagne par René de Penhoël pour décorer les appartements de Lola. Étienne ignore s’il a du talent, ce qui est d’ailleurs l’opinion commune, puisque les mauvaises langues parlent de lui comme d’un « barbouilleur qui est venu de Paris pour mettre du rouge et du bleu sur les murailles ». Le seul qui croie vraiment en lui est Roger de Launoy. Les rapports entre eux deux sont semblables à ceux qu’entretiennent Diane et Cyprienne: bien que n’ayant aucun lien sanguin, les deux jeunes gens s’aiment comme des frères et lorsqu’Étienne est forcé de quitter Penhoël, c’est sur ces mots qu’il quitte Roger: « souviens-toi que je suis ton frère et que ma demeure, si petite et si pauvre qu’elle soit, sera toujours assez grande pour nous abriter tous deux ». La ressemblance entre Diane et Cyprienne, et Étienne et Roger ne s’arrête pas là. En effet, les qualités et les défauts des uns se retrouvent chez les autres: si Diane est plus sérieuse que sa sœur, laquelle fait preuve de plus de légèreté, il en va de même chez les jeunes gens, Étienne étant le plus constant des deux et Roger le plus insouciant. Tous deux ont aussi une façon différente de se comporter en amour: si le comportement de Cyprienne pousse Roger à craindre de ne pas être aimé, Étienne, lui, a confiance en Diane, malgré le comportement étrange des deux sœurs.
Blaise Jolin, dit l’Endormeur, [le Comte de Manteïra]. Complice de Robert, il est plus robuste sur le plan physique mais ne possède pas la finesse de celui-ci. Désigné pour jouer le rôle du valet par le sort (ou les tricheries de Robert) au début du roman, il se contente d’un rôle subalterne cependant que Robert s’occupe de ruiner Penhoël. Il n’abandonne toutefois pas l’espoir de devenir seul maître du manoir et, lorsque les Penhoël sont chassés, il n’hésite pas à croiser le fer avec son ancien complice. Toutefois, il sait où sont ses intérêts et se réconcilie avec lui quand il est chassé à son tour par Pontalès.
Bibandier, [le Baron de Bibander]. Ancien receleur condamné au bagne de Brest, c’est grâce à lui que Robert et Blaise se sont connus. Truand débonnaire, il sauve Diane et Cyprienne contre une forte somme et est le seul à survivre à la fin du roman. Après son évasion, il survit tant bien que mal en Bretagne en détroussant les voyageurs avec son chien pour seul complice. Il espère que Robert et Blaise partageront avec lui après s’être emparé de Penhoël, mais est cruellement déçu par la suite. Il se met donc au service de Pontalès, puis rejoint ses anciens complices.
Le Marquis de Pontalès. Issu d’une famille pauvre qui a racheté la plupart des terres de Penhoël sous la Révolution, en 1793, il devient l’allié de Robert, qui voit en lui un moyen aisé de s’approprier le manoir. Lui-même décide de se servir de Robert, dont il connaît le passé, pour s’approprier du reste des terres de Penhoël. Prudent de nature, il est toutefois entrainé par Robert, et se rend complice du « meurtre » de Diane et Cyprienne. Sa haine pour Penhoël devient une sorte d’idée fixe et il poignarde René à un moment où la vigilance de Robert se relâche.
Lola, [la Marquise d’Urgel]. Lola est une jeune fille issue des bas-fonds. On apprend qu’elle dansait « sur une corde raide » « pour ne pas être battue » avant d’être emmenée par Robert. On ne sait pas au juste quels liens l’unissent à celui-ci. Il n’est pas question d’amour entre eux, Robert traitant presque Lola comme une esclave, et celle-ci ayant l’«habitude » d’obéir. On peut supposer qu’ils sont en fait frère et sœur: en effet, ils se ressemblent physiquement et, à Paris, se font passer pour tels.
Alain de Pontalès. Fils du Marquis, on le nomme le Comte Alain de Pontalès. C’est un jeune homme égoïste et mauvais. Il est l’amant de Lola, dont il passionnément et aveuglément épris. Celle-ci le persuade, sur l’ordre de Robert, de défier Montalt en un duel, au cours duquel il est tué.
François Géraud. Aubergiste de Redon, c’est un fidèle de serviteur de Penhoël. Il raconte naïvement l’histoire de la famille à Robert, qu’il prend pour un ami de Louis, puis se repent de son erreur. Il se ruine pour donner à René de Penhoël de quoi payer ses dettes de jeu. Lorsque la famille quitte le manoir, Géraud gagne Paris avec eux pour les aider, mais il tombe malade peu après son arrivée et ne peut plus leur être d’aucun secours.
Maître Protais Le Hivain, dit Macrocéphale. Homme de loi véreux, Le Hivain, surnommé Macrocéphale (longue tête) par l’instituteur du bourg de Glénac, joue double jeu. Apparemment fidèle serviteur de René, il le pousse à vendre et s’endetter. Il fait croire à Robert de Blois qu’il travaille pour lui, mais s’est en réalité fait le complice du Marquis de Pontalès. Il est finalement tué par Louis.
Benoît Haligan. À la fois passeur, sorcier et rebouteux, c’est un ancien Chouan. Un peu xénophobe, il est fidèle à Penhoël depuis toujours. Ses dons de clairvoyance lui permettent de percer à jour Robert dès leur première rencontre. Il agonise lentement pendant des mois dans sa cabane, oublié de tous sauf de Diane et Cyprienne, à qui il lègue la petite fortune qu’il a accumulée sa vie durant: cent pièces de six livres. Plusieurs fois il prédit que les trois filles de Penhoël mourront et que Louis reviendra trop tard, en espérant se tromper. Le soir de sa mort, hâtée par Robert de Blois, il voit dans son extase les Penhoël revenir sur leurs terres.

#### Des surnoms issus de l'argotjudiciaire
Les surnoms de Robert et Blaise, l'Américain et l'Endormeur, viennent du vocabulaire argotique de l'époque. L'Américain vient du vol à l'américaine, où l'escroc se fait passer pour quelqu'un de fortuné (venant d'Amérique, l'Eldorado de l'époque). L'endormeur était le surnom donné aux voleurs qui opéraient généralement dans les trains en versant un narcotique aux passagers pour mieux les dépouiller.

## Commentaire
Le thème de l’héritier disparu pendant de nombreuses années est fréquemment exploité par Paul Féval. Cependant, on remarque une importante différence entre Les Belles-de-nuits ou Les Anges de la famille et d’autres romans de Féval: dans Le Bossu ou Le Loup Blanc, les héritiers disparaissent contre leur gré (Lagardère enlève Aurore de Nevers pour la protéger de Gonzague; Jean Blanc enlève Georges Treml après une tentative d’assassinat, mais l’enfant disparaît, enlevé par un saltimbanque), alors que dans Les Belles-de-nuit, Louis de Penhoël s’exile volontairement.
Des ressemblances surgissent aussi entre les personnages des différents romans de Paul Féval: Diane et Étienne partagent la gravité de Lagardère et Aurore, alors que Roger et Cyprienne ressemblent davantage au Marquis de Chaverny et à Flor. De même, Séid, le domestique de Montalt, symbolise l’obéissance passive, ne discutant pas les ordres de son maître et ne prenant de décision que quand les circonstances l’exigent (comme Jude Leker dans Le Loup blanc), alors que Benoît Haligan ressemble davantage à Jean Blanc, n’hésitant pas à s’opposer à son maître quand il estime devoir le faire pour le protéger.

### Éditions
La préfaçon des Belles-de-nuit date de 1850: le livre est édité en six volumes par une maison d'édition belge. Par la suite, le roman sera réédité cette même année 1850, puis en 1859, 1861, 1866 et 1874.
Dans la seconde édition de 1850, le roman est suivi de la nouvelle Miss Olivia, du même auteur. Les éditions de 1859 et 1861 contiennent aussi la nouvelle Les Armuriers de Tolède.
À la fin de sa vie, Paul Féval se reconvertit à un catholicisme intransigeant et se consacre à la réécriture de ses romans, parmi lesquels Les Belles-de-nuit ou Les Anges de la famille, publié en 1886 sous le titre L’Oncle Louis. L’histoire est sensiblement la même, mais l’auteur supprime notamment le viol de Blanche et dans l’édition de 1887 rajoute un épilogue, dans lequel il explique le destin des quatre couples du roman : Vincent épouse Blanche, comme le lecteur s’en doute dans les premières éditions, et fait prospérer le nom de Penhoël, aidé par l’oncle Jean. Étienne et Diane s’installent à Paris et le peintre vit de ses talents d’artiste sans même avoir besoin des diamants que Montalt a donné à son épouse. La justice ayant reconnu que Pontalès s’était emparé illégalement des terres de Penhoël, Roger de Launoy les rachète grâce à la dot de Cyprienne. Mais Marthe meurt, tuée par le bonheur de revoir tous ceux qu’elle croyait disparus et par les douleurs endurées pendant vingt ans. Louis de Penhoël passe alors le restant de sa vie à chérir son souvenir, heureux face au bonheur qu’il a prodigué au reste de la famille. Cette fin un peu plus tragique est dans doute due au fait que Paul Féval estimait, après sa conversion, que le personnage de Louis, lequel frôle parfois l’impiété et le blasphème, nécessitait le repentir: Louis ne pouvait se repentir qu’à la suite de la mort de Marthe.
En 1927 et 1928, les Éditions Albin Michel publient une édition en trois tomes du roman :
- Diane et Cyprienne (la première partie +  les huit premiers chapitres de la deuxième).
- L’aventurier: (la fin de la deuxième partie + la troisième partie + les cinq premiers chapitres de la quatrième).
- Les filles de Penhoël: (la fin de la quatrième partie + la cinquième partie).

En juillet 2011, les éditions Nabu Press ont réédité certaines parties du roman.

### Incohérences dans le roman
Le roman présente quelques incohérences, généralement dans la description des personnages, ainsi que dans les dates et les âges. Ainsi, au début du livre, on apprend que Louis de Penhoël s’est exilé quinze ans auparavant. L’âge des personnages est donc donné en fonction du temps écoulé depuis son départ: Diane et Cyprienne ont de quatorze à quinze ans, Blanche en a douze, Vincent dix-huit et René, cadet de Louis d’un an, en a trente-cinq. Dans la suite du roman, qui se déroule trois ans plus tard, Paul Féval parle de l’exil qui aurait duré vingt ans. L’âge des personnages change alors: les jumelles de Penhoël n’ont pas dix-sept mais dix-neuf ans, Blanche en a dix-sept…
De même, l’auteur présente d’abord Géraud comme un célibataire endurci, puis on apprend qu’il est marié depuis l’époque où il était cuisinier sur un bateau.
L’apparence physique des personnages change aussi au gré du roman: lors de la première description de Diane et Cyprienne, on apprend que Diane a des yeux « d’un bleu obscur », alors que ceux de Cyprienne sont bruns. Par la suite, Paul Féval inverse cette particularité: dès lors Diane apparaît comme une jeune fille aux yeux bruns, ceux de sa sœur sont bleu foncé.
De même, René est d’abord décrit comme un homme aux cheveux châtains, puis on apprend que « son épaisse chevelure blonde [a] blanchi entièrement ».
Quant à Marthe, Paul Féval la décrit d’abord comme une jeune femme blonde, puis parle de « ses cheveux noirs dénoués» .

### Adaptation au théâtre
L’année même de sa parution en feuilleton, le roman de est porté à la scène par Amédée Achard, Paul de Guerville et Féval lui-même. La première représentation a lieu à la Gaîté de Paris, le 30 octobre 1849. De nombreux éléments sont changés, notamment le nombre de personnages et la fin de l’histoire.

### Traductions
Le roman a fait l'objet de plusieurs traductions, notamment une en russe (Ночные красавицы, Belles-de-nuits) et deux en allemand (Die Nachtschönchen, oder: Die Schutzengel der Familie, Les Belles-de-nuit ou Les Anges de la famille, en 1850 et Die Engel des Hauses, Les Anges de la maison, en 1851).

### Les Belles-de-nuit
Les Belles-de-nuit sont, d′après Féval, des créatures du folklore breton, qui ne sont pas sans rappeler les Wilis. Ce sont des jeunes filles mortes d’amour. Les Bretons désigneraient aussi sous ce nom la Mirabilis jalapa et les étoiles.
Les Belles-de-nuit du roman sont Diane et Cyprienne de Penhoël, aussi nommées par le titre les Anges de la famille. On peut aussi inclure dans cette catégorie Blanche de Penhoël, surnommée l’Ange. En effet, Benoît Haligan parle toujours des trois jeunes filles comme des belles-de-nuit.
Féval affirme que la légende des Belles-de-nuit est à l’origine d’une complainte bretonne, qu’il dit adapter dans son roman.
| Texte original d’après Paul Féval | Texte publié dans le roman |
| --- | --- |
| Petite fleur, petite étoile, petite fille! | Anges de Dieu qui souriez dans l’ombre, Blanches étoiles, vierges, fleurs, Vous qui des nuits semez le manteau sombre, Anges aimés, pour guérir nos terreurs… |
| La belle-de-nuit est la fleur aimée de la Vierge Marie. La petite fleur plus rose que la rose, plus blanche que le lis, bleue comme l'azur du paradis. La fleur qui se penche, au matin, semblable à la chrétienne qui prie… | Belle-de-nuit, fleur de Marie, La plus chérie De celles que l’ange avait mis Au paradis! Le frais parfum de ta corolle Monte et s’envole Aux pieds du Seigneur, dans le ciel, Comme un doux miel. |
| La belle-de-nuit est la petite étoile, pur diamant du ciel. L'étoile qui donne du courage quand on chemine avant le soleil par les sentiers froids, encore pleins de fantômes… | Belle-de-nuit, pourquoi ce voile, Petite étoile Que le grand nuage endormi Couvre à demi? Montre-nous la vive étincelle De ta prunelle, Qui semble au bleu du firmament Un diamant. |
| La belle-de-nuit est la jeune fille morte, la jolie et la douce! morte d'amour… La pauvre fille pâle, qui pleure le long de l'eau et que les cœurs tristes écoutent. La jolie et la douce qui avait seize ans, hélas! quand nous la couchâmes sous l'herbe… Le soir elle est derrière les saules, tout habillée de blanc comme une fiancée. Ce vent qui se plaint dans les branches, c’est son haleine… Cette perle que le soleil du matin fait luire sur la feuille tombée, c’est une larme de ses pauvres yeux… | Belle-de-nuit, ombre gentille, Ô jeune fille! Qui ferma tes beaux yeux au jour? Est-ce l’amour? Dis, reviens-tu sur notre terre Chercher ta mère? Ou retrouver le lieu si doux Du rendez-vous?… C’est bien toi qu’on voit sous les saules: Blanches épaules, Sein de vierge, front gracieux Et blonds cheveux… Cette brise, c’est ton haleine, Pauvre âme en peine, Et l’eau qui perle sur tes fleurs, Ce sont tes pleurs… |